# 초 문왕
초 문왕(楚 文王, ? ~ 기원전 675년)은 중국 초나라의 제18대 군주(재위: 기원전 690년 ~ 기원전 675년)이다. 이름은 자(貲)이다. 무왕의 아들이다. 무왕의 업적을 계승하여 초나라가 남방에서 가장 강한 국가가 되게 만들었다.

## 생애
문왕은 중원을 차지하고자 중원 국가들과 자주 다투었다. 그는 먼저 가까운 정나라부터 쳐야한다고 생각하여 드디어 대대적으로 군대를 일으켜 정나라를 침공했다. 당시 정나라는 혼란중 이어서 겨우 방어만 하고 초나라와 화친했다. 그 후 초 문왕은 국경을 맞대고 있는 식나라(息)와 채나라(蔡)를 호시탐탐 노렸다. 그때 식후(息侯)와 채 애후(蔡 哀侯)의 부인들은 진(陳)나라 진후(陳侯)의 여식들이었다. 식나라에 시집와 있는 식부인 규씨는 진 성공의 둘째 딸이었고, 채부인은 진 성공의 맏딸이었다. 그중 차녀인 식부인 규씨는 아주 아름다웠고 자색이 복숭아꽃 같았다. 어느날 식부인 규씨는 자기 친정인 진나라에 가다가 채나라를 경유했다. 채 애후는 자기 부인보다 식부인 규씨를 더 좋아하였다. 채 애후는 아주 화려한 잔치를 벌여 식부인 규씨를 대접했다. 채 애후는 너무 기뻐서 이야기를 한다는 것이 그만 점점 음담패설로 바뀌었다. 크게 노한 식부인 규씨는 자리를 박차고 일어나 떠났다. 돌아올때는 채나라를 경유해오지도 않았다. 그리고 그녀는 돌아와서 자기 남편인 식후에게 이 사실을 말하였고, 화가 난 식후는 초나라로 가서 초 문왕에게 조공을 바치고 채나라를 쳐달라고 간청한 뒤, 서로 채나라를 칠 작전을 짰다.

### 식나라 정벌
어느 날, 초 문왕은 갑자기 군대를 일으켜 식나라를 쳤다. 식나라는 동서나라인 채나라에 급히 구원을 청했다. 채 애후는 기뻐하며 식부인 규씨에게 점수도 얻을 겸에 군사를 이끌고 갔다. 그러나 초나라의 군대는 대단히 막강해서 채 애후는 기습을 당해 사로 잡히고 말았다. 이는 물론 식나라와 초나라의 계책이었다. 채 애후는 초나라로 끌려가며 식후가 초 문왕을 후히 대접했다는것과 이 모든 것이 계략이라는걸 알았다. 채 애후는 끌려가며 한이 골수에 사무쳤다.
초 문왕은 다음날 모든 신하들을 불러와서 그 신하들이 보는 앞에서 추상같은 명령을 내렸다.
"채나라 후작을 가마솥에 넣고 푹 삶아라, 내가 그 고기를 태묘에 바치겠다."
그러자, 충신인 육권이 간하였다.
"채나라 후작을 죽이시면 안됩니다. 채나라 후작을 죽이시면 중원의 국가들은 우리를 무섭게 보고 항복하지도 않으며, 오히려 방비를 더 강하게하는 꼴이 됩니다."
그러나 초 문왕은 듣지 않았다. 그러자 육권은 비수를 꺼내 초 문왕의 목에 들이대며 말했다.
"신은 전하와 죽을 지언정 살아서 모든 나라로부터 미움받는 꼴은 볼수 없습니다."
이렇게 왕에게 간언을 하자, 초 문왕은 놀라면서 말하기를
"과인이 그대말을 듣겠노라, 그대말을 듣겠노라."
라고 하였고, 육권은 왕을 범한 죄가 크다며 자신을 죽여달라고 청했다. 그러나 초 문왕이 용서하자, 육권은 사죄의 뜻으로 자기 발을 칼로 잘랐다. 이에 놀란 초 문왕은 잘린 발을 대부(大府)에 모시게하고 육권을 치료하게 했다.
그리고 채 애후를 죽이지 않고 대접해서 돌려 보냈다. 전송 잔치 중 초 문왕이 생전 아름다운 여자를 보지 못했느냐고 묻자, 채 애후는 복수하려고 식부인 규씨가 천하 절색이라고 답했다. 채 애후가 돌아가자, 초 문왕은 식부인 규씨를 가지고 싶은 마음이 생겼다. 그는 한 가지 꾀를 내어, 주변 나라를 시찰한다는 명목으로 식나라에 갔다. 식나라 식후는 그를 맞아 성대한 잔치를 베풀었다. 초 문왕은 역사(力士) 100명을 숨기고, 식후가 오자 그를 덮쳐 잡아묶게했다. 변란이 일어났다는 말을 들은 식부인 규씨는 우물가에서 자살하려했다. 그러나 초나라 장수 투단(鬪丹)이 자살하려하는 식부인 규씨를 잡아 초 문왕에게 데리고 갔다. 초 문왕은 한번에 식부인 규씨를 자기 아내로 삼고 식후에게는 겨우 영(永)땅 10읍 만을 봉하고 살게한 뒤, 식나라를 멸망시키고 초나라에 편입시켰다. 그 후 식후는 분해서 죽었다. 이 모든 것이 채 애후 때문에 벌어진 일이다.
그 후, 사람들은 식부인 규씨를 도화부인(桃花夫人)이라 불렀다. 그동안 도화부인은 초 문왕의 아들 2명을 낳았다. 첫째는 웅간(熊囏)이라 하였고, 둘째는 웅운(熊惲)이라 하였다. 둘째 아들 웅운이 훗날 초 성왕(楚 成王)이다.

### 도화부인 일화와 최후
어쨌든 도화부인은 3년 동안 초 문왕에게 말 한마디 하지 않았다. 초 문왕이 묻자, 도화부인은 팔자를 두번 고친 사람이 왜 말을 하겠느냐며 눈물을 흘렸다. 초 문왕은 당황해하며 이것이 채나라 때문이라며 쳐들어가 채 애후를 잡아 항복시켰다. 초 문왕은 많은 물품과 보물을 가지고 돌아갔다. 그 후 그는 다른 나라를 침공했는데, 그는 전투에서 뺨에 화살을 맞고 부상당했다. 그래서 패배하여 수도 영으로 돌아왔는데, 성을 지키는 충신 육권이 패배한 군대에게는 성문을 열어 줄수 없으니 다만 조공을 오랫동안 바치지 않은 황나라(黃)를 이기고 온다면 받아들이겠다고 답했다. 그래서 초 문왕은 황나라를 치는데, 그것이 마지막이었음을 육권도 초 문왕도 몰랐다. 황나라군을 이기고 승리해서 돌아오는데, 그날 밤 꿈에 죽은 식후가 나와 산발한 머리로 외친다.
"내 너에게 무슨죄를 졌길래 나를 죽게했느냐, 왜 남의 부인을 뺐고 내 나라를 멸망 시켰느냐, 내 이미 너의 죄를 상제(上帝)께 아뢰었다."
라고 말하고는 다친 뺨을 때렸다. 초 문왕은 비명을 지르며 터진 상처의 피고름이 너무 아파 그날 밤으로 죽고 말았다. 그리하여 장자 웅간이 왕위에 오르니, 그가 도오이다.

## 가족 관계
- 처 : 식규 - 도화부인. 원래는 진(陳)나라 사람으로 식후비(息侯妃)였으나, 후에 식채 양국이 초나라에 멸망하여, 초 문왕의 시중을 들게 되었다. 채 애후는 그녀를 천하제일 미녀로 불렀다.
- 자녀
  - 아들 : 웅간 - 식규 소생. 초 문왕의 뒤를 이었다. 나중에 동생에게 죽임을 당했다
  - 아들 : 초 성왕 웅운 - 식규 소생. 웅간이 즉위하고, 웅운은 나라를 잃고 도망쳤으며, 다른 사람의 도움으로 어려움을 극복하고 초나라의 왕이 되었다.
  - 딸 : 문미(文羋) - 정 문공의 첩
  - 딸 : 강미(江羋) - 강국(江國) 국군의 첩

| 전 임 아버지 무왕 웅철 | 제18대 초나라의 군주 기원전 690년 ~ 기원전 675년 | 후 임 아들 도오 웅간 |